# Sommer-Paralympics 2008/Teilnehmer (Serbien)
| stlisierte Goldmedaille | stlisierte Silbermedaille | stlisierte Bronzemedaille |
| ----------------------- | ------------------------- | ------------------------- |
| —                       | 2                         | —                         |

Serbien nahm mit 14 Athleten an den Sommer-Paralympics 2008 im chinesischen Peking teil.
Die Nominierungskommission des Nationalen Paralympischen Komitees für Serbien hatte die Teilnehmer am 28. August 2008 in Belgrad benannt. Neben den Athleten begleiteten weitere Personen, darunter Trainer, Ärzte und Betreuer die Mannschaft. Zur Eröffnungsfeier trug der Tischtennisspieler Zlatko Kesler die serbische Flagge.

## Medaillen

### Medaillenspiegel
| Medaillenspiegel Serbien |                |                              |                           |                           |        |
| Platz                    | Sportart       | Goldmedaille – Olympiasieger | Silbermedaille – 2. Platz | Bronzemedaille – 3. Platz | Gesamt |
| 2                        | Tischtennis    | 0                            | 1                         | 0                         | 1      |
| 2                        | Leichtathletik | 0                            | 1                         | 0                         | 1      |
| Total                    | Total          | 0                            | 2                         | 0                         | 2      |

### Medaillengewinner

#### Gold
| Name | Sportart | Wettkampf |
| ---- | -------- | --------- |
|      |          |           |

#### Silber
| Name              | Sportart       | Wettkampf  |
| ----------------- | -------------- | ---------- |
| Borislava Perić   | Tischtennis    | Einzel     |
| Draženko Mitrović | Leichtathletik | Diskuswurf |

#### Bronze
| Name | Sportart | Wettkampf |
| ---- | -------- | --------- |
|      |          |           |

## Teilnehmer nach Sportart

### Leichtathletik
| Männer            | Männer                 |
| ----------------- | ---------------------- |
| Jovica Brkić      | Diskuswurf             |
| Željko Čeliković  | Marathon               |
| Miloš Grlica      | Speerwurf              |
| Draženko Mitrović | Speerwurf / Diskuswurf |
| Nemanja Slavković | 100 m / 200 m          |

| Frauen       | Frauen                     |
| ------------ | -------------------------- |
| Tanja Dragič | 100 m / 200 m / Weitsprung |

| Trainer           | Trainer |
| ----------------- | ------- |
| Jovan Jahić       |         |
| Danilo Krtinić    |         |
| Slavko Kuzmanović |         |

- Ergebnisse

| Athlet            | Disziplin  | Runde         | Ergebnis    | Rang                    | Medaille Rekord            |
| ----------------- | ---------- | ------------- | ----------- | ----------------------- | -------------------------- |
| Jovica Brkić      | Diskuswurf | Finale        | 29,09 m     | 8.                      |                            |
| Željko Čeliković  | Marathon   |               | 3:11:12 h   | 12.                     |                            |
| Tanja Dragič      | 100 m      | Qualifikation | 13,80 min   | 2. (nicht qualifiziert) |                            |
| Tanja Dragič      | Weitsprung | Finale        | 918         | 9.                      |                            |
| Tanja Dragič      | 200 m      | 1. Runde      | DNF*        | [ 7 ]                   |                            |
| Miloš Grlica      | Speerwurf  | Finale        | 49,19 m     | 8.                      |                            |
| Draženko Mitrović | Speerwurf  | Finale        | 27,42 m PB* | 4.                      | Persönlicher Rekord        |
| Draženko Mitrović | Diskuswurf | Finale        | 29,09 m PB* | 2.                      | Silber Persönlicher Rekord |
| Nemanja Slavković | 100 m      | Qualifikation | 11,53 s     | 2. (nicht qualifiziert) |                            |
| Nemanja Slavković | 200 m      | 1. Runde      | 23,37 s     | 3. (nicht qualifiziert) |                            |

### Schießen
| Männer           | Männer                                   |
| ---------------- | ---------------------------------------- |
| Aleksandar Janda | Freie Pistole / Luftpistole Sportpistole |
| Živko Papaz      | Freie Pistole / Luftpistole              |
| Siniša Vidić     | Luftgewehr                               |

| Frauen          | Frauen                   |
| --------------- | ------------------------ |
| Snežana Nikolić | Luftgewehr / Sportgewehr |

| Trainer            | Trainer |
| ------------------ | ------- |
| Ivan Kvasnevski    |         |
| Nenad Petković     |         |
| Zoran Stojiljković |         |

- Ergebnisse

| Athlet           | Disziplin                    | Runde         | Punkte | Rang                     | Medaille Rekord |
| ---------------- | ---------------------------- | ------------- | ------ | ------------------------ | --------------- |
| Aleksandar Janda | Luftpistole 10 Meter (SH1)   | Qualifikation | 541    | 31. (nicht qualifiziert) |                 |
| Aleksandar Janda | Freie Pistole 50 Meter (SH1) | Qualifikation | 495    | 28. (nicht qualifiziert) |                 |
| Snežana Nikolić  | Luftgewehr 10 Meter (SH1)    | Qualifikation | 384    | 12. (nicht qualifiziert) |                 |
| Snežana Nikolić  | Sportgewehr 50 Meter (SH1)   | Qualifikation | 542    | 15. (nicht qualifiziert) |                 |
| Snežana Nikolić  | Luftgewehr 10 Meter (SH1)    | Qualifikation | 594    | 31. (nicht qualifiziert) |                 |
| Živko Papaz      | Luftpistole 10 Meter (SH1)   | Qualifikation | 538    | 33. (nicht qualifiziert) |                 |
| Živko Papaz      | Sportpistole 25 Meter (SH1)  | Qualifikation | 549    | 21. (nicht qualifiziert) |                 |
| Živko Papaz      | Freie Pistole 50 Meter (SH1) | Qualifikation | 499    | 27. (nicht qualifiziert) |                 |
| Siniša Vidić     | Luftgewehr 10 Meter (SH2)    | Qualifikation | 593    | 20. (nicht qualifiziert) |                 |
| Siniša Vidić     | Luftgewehr 10 Meter (SH2)    | Qualifikation | 589    | 18. (nicht qualifiziert) |                 |

### Tischtennis
| Männer            | Männer              |
| ----------------- | ------------------- |
| Ilija Đurasinović | Einzel / Mannschaft |
| Zlatko Kesler     | Einzel / Mannschaft |

| Frauen          | Frauen              |
| --------------- | ------------------- |
| Nada Matić      | Einzel / Mannschaft |
| Borislava Perić | Einzel / Mannschaft |

| Trainer       | Trainer |
| ------------- | ------- |
| Zoran Kalinić |         |

- Ergebnisse Einzel

| Athlet            | Disziplin | Runde         | Gegner                                    | Ergebnis                 | Medaille Rekord |
| ----------------- | --------- | ------------- | ----------------------------------------- | ------------------------ | --------------- |
| Ilija Đurasinović | Einzel    | 1. Runde      | Tommy Urhaug ( Norwegen)                  | 0:3                      |                 |
| Ilija Đurasinović | Einzel    | 2. Runde      | Peter Starl ( Österreich)                 | 2:3 (nicht qualifiziert) |                 |
| Zlatko Kesler     | Einzel    | 1. Runde      | Nicola Molitierno ( Italien)              | 3:1                      |                 |
| Zlatko Kesler     | Einzel    | 2. Runde      | Giovanni Rodriguez Granados ( Costa Rica) | 3:1 (qualifiziert)       |                 |
| Zlatko Kesler     | Einzel    | Viertelfinale | Jean-Philippe Robin ( Frankreich)         | 2:3 (nicht qualifiziert) |                 |
| Nada Matić        | Einzel    | 1. Runde      | Sue Gilroy ( Vereinigtes Königreich)      | 1:3                      |                 |
| Nada Matić        | Einzel    | 2. Runde      | Ying Zhou ( Volksrepublik China)          | 0:3                      |                 |
| Nada Matić        | Einzel    | 3. Runde      | Alisha Almeida ( Südafrika)               | 3:0 (nicht qualifiziert) |                 |
| Borislava Perić   | Einzel    | 1. Runde      | Miroslawa Rozmiej ( Polen)                | 3:0                      |                 |
| Borislava Perić   | Einzel    | 2. Runde      | Andreja Dolinar ( Slowenien)              | 3:0                      |                 |
| Borislava Perić   | Einzel    | 3. Runde      | Fatmeh Al-Azzam ( Jordanien)              | 3:2 (qualifiziert)       |                 |
| Borislava Perić   | Einzel    | Halbfinale    | Monika Sikora-Weinmann ( Deutschland)     | 3:2 (qualifiziert)       |                 |
| Borislava Perić   | Einzel    | Finale        | Ying Zhou ( Volksrepublik China)          | 0:3                      | Silber          |

- Ergebnisse Mannschaft

| Athlet                            | Disziplin  | Runde           | Gegner                 | Ergebnis           | Medaille Rekord |
| --------------------------------- | ---------- | --------------- | ---------------------- | ------------------ | --------------- |
| Ilija Đurasinović / Zlatko Kesler | Mannschaft | Achtelfinale    | Italien                | 3:2 (qualifiziert) |                 |
| Ilija Đurasinović / Zlatko Kesler | Mannschaft | Viertelfinale   | Norwegen               | 0:3                |                 |
| Nada Matić / Borislava Perić      | Mannschaft | Achtelfinale    | Vereinigtes Königreich | 3:0 (qualifiziert) |                 |
| Nada Matić / Borislava Perić      | Mannschaft | Viertelfinale   | Italien                | 3:1 (qualifiziert) |                 |
| Nada Matić / Borislava Perić      | Mannschaft | Halbfinale      | Deutschland            | 1:3                |                 |
| Nada Matić / Borislava Perić      | Mannschaft | Spiel um Bronze | Jordanien              | 1:3                |                 |